# Carl Mann
Pour les articles homonymes, voir Mann.
Carl Mann, est un chanteur, pianiste et guitariste de rock 'n' roll et country américain, né à Huntingdon, Tennessee, le 24 août 1942 et mort à Jackson, Tennessee, le 16 décembre 2020.

## Biographie
Il commence à enregistrer dès 1957. Ses deux principaux succès commerciaux sont : Mona Lisa (1959) et Pretend (1959), tous deux étant des reprises de Nat King Cole.

## Discographie
- 1960 - Carl Mann (Sonet)
- 1960 - Like Man
- 1977 - Carl Mann « EP » (réédition)
- 1977 - Legendary Sun Performers
- 1985 - Gonna Rock'n'Roll Tonight
- 1986 - Rocking Man
- 1993 - Rockin' Love
- 1994 - Mona Lisa (Bear Family, Germany)
- 1997 - Rockin' Man (Charly ), « réédition avec bonus »
- 1999 - Mona Lisa : Best of Carl Mann (Collectables)
- 2003 - In Rockabilly Country and Live (Rockhouse)